# Nur-Mer
Nur-Mer o també Niwâr-Mêr va ser un governant de la ciutat i regne de Mari, un dels coneguts com a shakkanakku . Era fill d'un altre governador militar anomenat Ishma-Dagan.
Segons les llistes dinàstiques va governar durant cinc anys. Una inscripció diu que va construir el temple de Nin-hursang. Era contemporani de Naram-Sin d'Accàdia o del seu fill Xar-Kali-Xarri. El va succeir el seu germà Ishtub-El.